# Stuguns BK
Stuguns BK, SBK, är en idrottsförening (fotboll) från Stugun i Ragunda kommun i Jämtlands län, bildad 1955 i dåvarande Stuguns landskommun. Fotbollens historia i Stugun sträcker sig tillbaka till 1930-talet men dagens förening bildades först 1955 efter en sammanslagning med Höglunda/Bomsund, varvid tidigare blåvita dresser byttes till förmån för gulsvarta.
SBK spelade för första gången i division IV (motsvarande division II sedan 2006) 1964, samt ånyo från 1967 till 1970 då man vann Jämtlandsfyran och tog steget upp till division III, den tredje högsta serienivån (sedan 2006 motsvarande division I). Laget placerades i division III:s grupp Södra Norrland övre, där det dock bara blev en seger och omedelbar degradering. Efter generationsskifte ramlade SBK även ner i division V till säsongen 1975 men återkom efter endast en säsong till division IV. Säsongen 1978 vann också SBK fyran i överlägsen stil och var därmed kvalificerat för division III 1979.
Den andra sejouren skulle komma att bli treårig och medföra ett stort fotbollsintresse i byn. Efter en inledande sjundeplats 1979 placerade sig Stugun så högt som på femte plats 1980. Särskilt Jämtlandsderbyna mot IFK Östersund lockade man ur huse, ett av dem närapå 1 000 åskådare. Till säsongen 1981 flyttades SBK från Södra Norrlandsserien till division III Mellersta Norrland. Denna säsong räckte dock SBK:s ansträngningar endast till en tiondeplats, vilket medförde degradering till division IV. SBK kom att göra en femte säsong i tredjedivisionen, 1986. Lagets elfteplats innebar dock degradering till femtedivisionen i och med serieomläggningen efter säsongen. Laget återkom visserligen till ytterligare en division III-sejour 1989-1992 men vid den tiden var division III liktydigt med fjärdedivisionen efter serieomläggningen 1986.
Föreningen har därefter spelat mestadels i division IV (femtedivision till 2006, sjättedivision därefter). Säsongen 2022 slutade klubben på femte plats i division IV Jämtland-Härjedalen.